# James Norris Memorial Trophy (IHL)
James Norris Memorial Trophy byla trofej každoročně udělována brankáři s nejmenším počtem obdržených branek působícím v IHL. Trofej je pojmenována po James E. Norris, bývalý majitel klubu Detroit Red Wings, na počest jeho příspěvků do ligy IHL v jeho raných letech.

## Vítěz
| James Norris Memorial Trophy | James Norris Memorial Trophy        | James Norris Memorial Trophy |
| Sezóna                       | Hráč                                | Tým                          |
| ---------------------------- | ----------------------------------- | ---------------------------- |
| 1955-56                      | Bill Tibbs                          | Troy Bruins                  |
| 1956-57                      | Glenn Ramsay                        | Cincinnati Mohawks           |
| 1957-58                      | Glenn Ramsay                        | Cincinnati Mohawks           |
| 1958-59                      | Don Rigazio                         | Louisville Rebels            |
| 1959-60                      | Reno Zanier                         | Fort Wayne Komets            |
| 1960-61                      | Ray Mikulan                         | Minneapolis Millers          |
| 1961-62                      | Glenn Ramsay                        | Omaha Knights                |
| 1962-63                      | Glenn Ramsay                        | Omaha Knights                |
| 1963-64                      | Glenn Ramsay                        | Toledo Blades                |
| 1964-65                      | Chuck Adamson                       | Fort Wayne Komets            |
| 1965-66                      | Bob Sneddon                         | Port Huron Flags             |
| 1966-67                      | Glenn Ramsay                        | Toledo Blades                |
| 1967-68                      | Bob Perani, Tim Tabor               | Muskegon Mohawks             |
| 1968-69                      | John Adams, Pat Rupp                | Dayton Gems                  |
| 1969-70                      | Gaye Cooley, Bob Perreault          | Des Moines Oak Leafs         |
| 1970-71                      | Lyle Carter                         | Muskegon Mohawks             |
| 1971-72                      | Glenn Resch                         | Muskegon Mohawks             |
| 1972-73                      | Robbie Irons, Don Atchison          | Fort Wayne Komets            |
| 1973-74                      | Bill Hughes                         | Muskegon Mohawks             |
| 1974-75                      | Merlin Jenner, Bob Volpe            | Flint Generals               |
| 1975-76                      | Don Cutts                           | Muskegon Mohawks             |
| 1976-77                      | Terry Richardson                    | Kalamazoo Wings              |
| 1977-78                      | Pierre Chagnon, Lorne Molleken      | Saginaw Gears                |
| 1978-79                      | Gordie Laxton                       | Grand Rapids Owls            |
| 1979-80                      | Larry Lozinski                      | Kalamazoo Wings              |
| 1980-81                      | Claude Legris, Georges Gagnon       | Kalamazoo Wings              |
| 1981-82                      | Dave Tardich, Lorne Molleken        | Toledo Goaldiggers           |
| 1982-83                      | Lorne Molleken                      | Toledo Goaldiggers           |
| 1983-84                      | Darren Jensen                       | Fort Wayne Komets            |
| 1984-85                      | Rick Heinz                          | Peoria Rivermen              |
| 1985-86                      | Eldon Reddick, Rick St. Croix       | Fort Wayne Komets            |
| 1986-87                      | Michel Dufour, Alain Raymond        | Fort Wayne Komets            |
| 1987-88                      | Steve Guenette                      | Muskegon Lumberjacks         |
| 1988-89                      | Rick Knickle                        | Fort Wayne Komets            |
| 1989-90                      | Jimmy Waite                         | Indianapolis Ice             |
| 1990-91                      | Pat Jablonski, Guy Hebert           | Peoria Rivermen              |
| 1991-92                      | Wade Flaherty, Arturs Irbe          | Kansas City Blades           |
| 1992-93                      | Rick Knickle, Clint Malarchuk       | San Diego Gulls              |
| 1993-94                      | Jean-Claude Bergeron, Mike Greenlay | Atlanta Knights              |
| 1994-95                      | Tommy Salo                          | Denver Grizzlies             |
| 1995-96                      | Tommy Salo, Mark McArthur           | Utah Grizzlies               |
| 1996-97                      | Rich Parent, Jeff Reese             | Detroit Vipers               |
| 1997-98                      | Kay Whitmore, Mike Buzak            | Long Beach Ice Dogs          |
| 1998-99                      | Andrei Trefilov, Kevin Weekes       | Detroit Vipers               |
| 1999-00                      | Frederic Chabot                     | Houston Aeros                |
| 2000-01                      | Norm Maracle, Scott Fankhouser      | Orlando Solar Bears          |